# Casque CG634

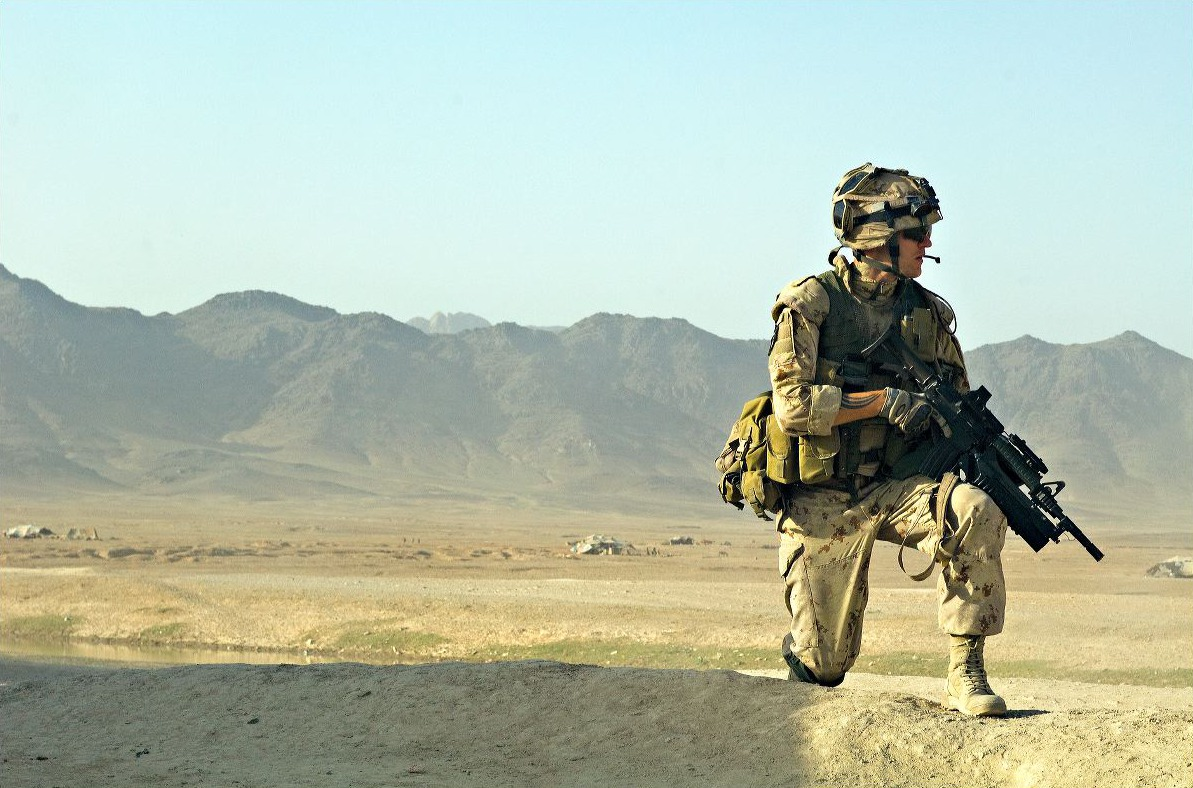
Soldat canadien portant le casque CG634 avec le couvre-casque CADPAT en Afghanistan.

Le casque CG634 est le casque de combat des forces canadiennes. Introduit en 1997, il est basé sur le casque français SPECTRA.

## Historique
L'armée canadienne a demandé un remplacement du casque acier M1 dans les années 1980. Elle a testé le casque PASGT américain et le casque français SPECTRA, avant de décider d'adopter une variante de la conception française. Le casque prototype Barrday a été produit à la fin des années 1980. Il n'a pas été adopté par les militaires, mais a été modifié par la suite pour devenir le CG634. Le CG634 a été fabriqué par Gallet Sécurité Internationale à Saint-Romuald, au Québec.

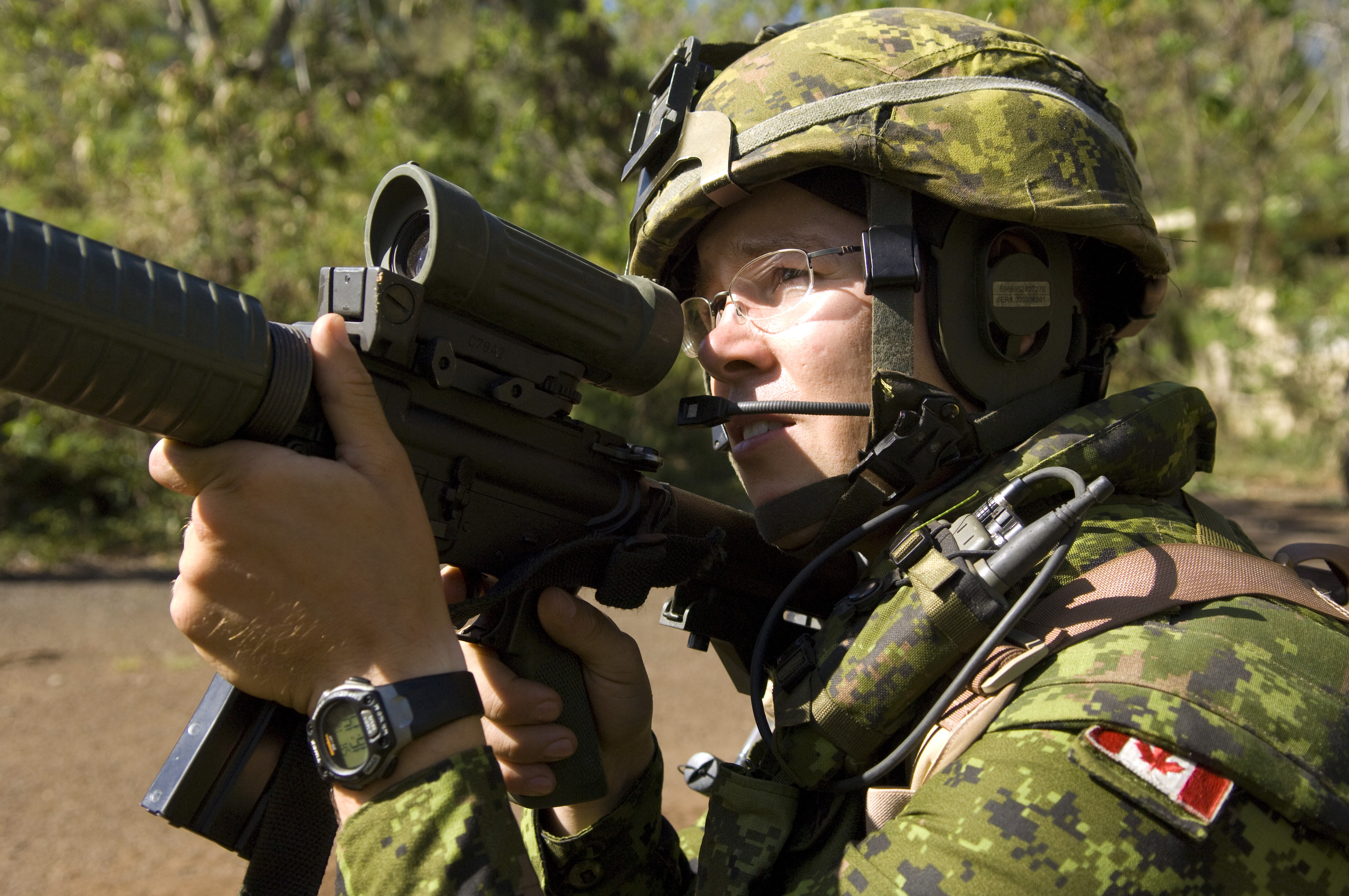
Un soldat canadien portant le casque CG634 en camouflage CADPAT.

## Conception
Le casque CG634 reprend la conception française mais avec un système de suspension spécifique. Le casque a des propriétés balistiques légèrement supérieure à celle du PASGT.
Le CG634 a une forme semblable et est parfois confondu avec le casque de combat de l'armée de terre américaine MICH TC-2000.
L'armée de terre américaine et le corps des Marines utilisent un système de rembourrage en mousse dans leur casque de combat au sol au lieu d'une sangle. Le seul rembourrage validé pour une utilisation au combat est fabriqué par Team Wendy et fourni par la National Industries for the Blind. Ce rembourrage peut aussi être utilisés avec le CG634. En outre, contrairement au MICH, le CG634 utilise une jugulaire à 3 points avec un flip à glissière pour le réglage. Cela rend le réglage de la sangle, sans enlever le casque, plus facile.
Si nécessaire, des lunettes de vision nocturne peuvent être montée sur le casque. Le montage se compose d'un support en métal vert qui se crochète sur le devant du casque et sur lequel sont vissées les lunettes. Une sangle, qui ceinture le montage, se connecte à un grand anneau, qui est habituellement situé sur le dessus du casque. Deux sangles supplémentaires fixent le support à l'arrière du casque. Le support est compatible avec la plupart des dispositifs de vision nocturne militaires.

## Remplacement
Le CG634 devrait être remplacé par le nouveau casque de combat CM735 de Morgan Advanced Materials, basé sur le LASA AC914 à coupe pleine pour les opérations de combat et le LASA AC915 à coupe haute pour les opérations spéciales. En 2019, NP Aerospace devait fournir le casque sur sept ans.

## Utilisateurs
- Canada
- Ukraine

## Source
- (en) Cet article est partiellement ou en totalité issu de l’article de Wikipédia en anglais intitulé « CG634 » (voir la liste des auteurs).